# Dudowe Stawki

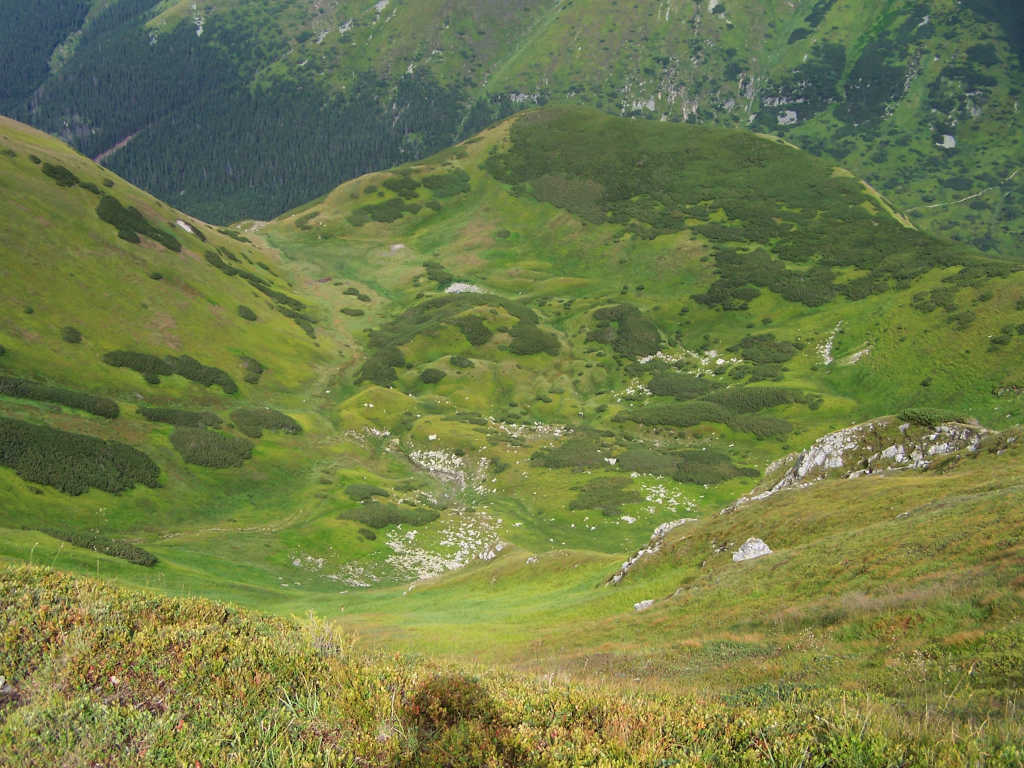
Dudowa Kotlina (Dudowe Stawki wyschnięte)

Dudowe Stawki – 5 małych stawów w górnej części Doliny Starorobociańskiej w Tatrach Zachodnich. Znajdują się w jej zachodnich zboczach poniżej szczytu Kończystego Wierchu, na górnym jej piętrze, w polodowcowej Dudowej Kotlinie. Stawki wypełniają zagłębienia pomiędzy morenami. Cztery blisko siebie położone stawki znajdują się na wysokości ok. 1675 m, piąty nieco dalej, w południowo-zachodnim kierunku i wyżej (ok. 1690 m). Jest on też największy, ma długość ok. 12 m. Przy wysokim stanie wody niektóre stawki łączą się z sobą, w lecie często ulegają wyschnięciu. Stawki badał w 1935 r. Jerzy Młodziejowski (autor opracowania Stawy w krajobrazie Tatr).
Dudowa Kotlina podcięta jest stromym progiem Dudowych Turni. Woda ze stawków spływa efektowną siklawą żlebem Wielkiej Szczerby i wsiąka w piarżyska u podnóża żlebu (przy Starorobociańskiej Równi).
Nazwy Dudowych Stawków i sąsiednich obiektów pochodzą od góralskiego nazwiska Duda.